# الجامعة الملكية المغربية لكرة المضرب
الجامعة الملكية المغربية لكرة المضرب   هي منظمة تابعة للإتحاد الدولي للتنس تحدد نظام التصنيف وتنسق لمنافسات التنس الوطنية والدولية في المغرب.

## الرؤساء
- محمد امجيد ( 1964–2009)
- فيصل العرايشي (2009 - )

- 10ماي 2025، تسلمت الجامعة الملكية المغربية لكرة المضرب جائزة إختيار المغرب أفضل بلد إفريقي في التنس، و المقدمة من طرف الإتحاد الإفريقي للعبة. [2] [3] [4]